# JBoss Inc
JBoss Inc és una divisió de Red Hat. Està especialitzada en programari intermediari de codi obert.
La companyia aprofita un model de negoci basat en els serveis. El programari JBoss és pioner en el camp del codi obert professional, on els desenvolupadors del nucli presten els seus serveis a altri. El projecte, com a projecte de codi obert que és, és desenvolupat i mantingut per una xarxa de programadors.

## Història
Marc Fleury va començar el projecte el 1999 amb la idea d'avançar en el camp de la recerca en el programari intermediari. L'any 2001 ja havia format l'empresa JBoss Group, LLC i el 2004 va evolucionar cap a l'estatus de corporació americana, com a JBoss Inc. Aquesta empresa és la propietària dels drets d'autor i la marca registrada associats a JBoss.
 Oracle, un dels principals desenvolupadors de sistemes gestors de bases de dades, es va interessar en la compra de JBoss Inc al principi de 2006, valorant-la en uns 400 milions de dòlars americans. Amb aquesta adquisició hagués competit amb BEA Systems i IBM en el mercat del  middleware. Finalment, Red hat va anunciar el 10 d'abril del 2006 que adquiria JBoss Inc per 420 milions de dòlars.

## Productes
JBoss Inc desenvolupa un joc de productes J2EE, incloent-hi JBoss AS, Hibernate, Tomcat, JBoss Rules, JBoss Cache, JBoss Seam, JBoss Transactions i JBoss Messaging. Tots ells es distribueixen sota la marca JEMS (JBoss Enterprise Middleware Suite).
La seva llista de productes és coneguda com a JBoss Enterprise Middleware Suite (JEMS) i inclou:
- JBoss application server - el servidor d'aplicacions de JBoss
- JBoss Messaging - sistema de cues de missatges
- JBoss Web Server - un servidor web basat en Tomcat, que suporta Java (JSP, servlet), .Net (ASP.NET), CGI, and php. «Enllaç». Arxivat de l'original el 2007-02-05. [Consulta: 10 setembre 2007].
- JBoss Plugin per Eclipse IDE
- JBoss Portal